# Homme de Mungo

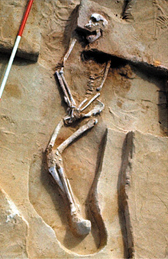
L’Homme de Mungo.

L'Homme de Mungo est le nom donné à un ensemble de fossiles d'hommes modernes découverts de 1969 à 1974 en Australie, où ils auraient vécu au début du Paléolithique supérieur, il y a environ 40 000 ans. Ils ont été trouvés sur les rives du lac Mungo, situé au sud de la Nouvelle-Galles du Sud, dans la zone protégée des lacs Willandra, environ 500 kilomètres à l'intérieur des terres. On a mis au jour à proximité des fossiles des outils en pierre et des os de wombats de la taille d’un buffle et de kangourous géants.
L'ensemble comprend trois fossiles humains numérotés par ordre de découverte. Lac Mungo 1, appelé aussi femme de Mungo, a connu la plus ancienne crémation connue à ce jour. Lac Mungo 3, appelé aussi homme de Mungo, est le plus vieux fossile humain découvert en Australie à ce jour. Au début des années 2000, leur âge a fait l'objet d'une polémique, et l'analyse de leur génome mitochondrial en 2001 a alimenté une controverse pendant une décennie sur l'origine de l'homme moderne.

## Lac Mungo 1 (LM1, la femme de Mungo)
Le fossile LM1 fut découvert en 1969 par Jim Bowler et étudié avec Alan Thorne, tous deux doctorants à l'Université nationale australienne.
L'état de préservation des os suggère qu'après sa mort le corps de la femme de Mungo a été incinéré, puis ses os brisés, et peut-être incinérés une seconde fois avant d'être enterrés avec les cendres.
Une première datation par le carbone 14 lui avait attribué un âge entre 24 700 et 19 030 ans. Un échantillon de charbon retrouvé dans un foyer, 15 cm au-dessus de la tombe - peut-être celui qui a servi à l'incinération -, a été daté à 26 250 ± 1120 AP. C'est à ce jour la plus ancienne crémation connue, qui implique des rites funéraires complexes dans les sociétés humaines dès cette période.

## Lac Mungo 3 (LM3, l'homme de Mungo)

### Découverte et âge
Le fossile LM3 fut aussi découvert par Jim Bowler, en 1974, 500 mètres à l'est de LM1. Une comparaison stratigraphique avec les restes déjà datés de LM1 conduisit à une première datation entre 32 000 et 28 000 ans AP.
Des datations ultérieures par ESR en 1987, et thermoluminescence en 1999, confirmèrent ces résultats, mais Alan Thorne, l'un des premiers à travailler sur le site avec Jim Bowler, avança, sur la base de recoupements entre datations de l'émail des dents de LM3 et du sol environnant par ESR, uranium-thorium et OSL, un âge nettement plus ancien de 62 000 ± 6 000 ans.
Ces résultats furent largement critiqués pour des raisons méthodologiques, et une série de 25 nouvelles datations par OSL conclut à un âge maximal de 50 000 ans.
En 2003, Jim Bowler dirigea une équipe issue de plusieurs universités australiennes, de l'organisme de gestion de l'environnement de la Nouvelle-Galles du Sud, du CSIRO (équivalent australien du CNRS), et de groupes aborigènes, en mettant en œuvre quatre méthodes de datation différentes. Ils établirent une datation d'environ 40 000 ans pour LM3, mais aussi pour LM1.
Ce sont ces résultats qui sont encore aujourd'hui largement admis, et qui font de LM3 le fossile humain le plus ancien d'Australie, et de LM1 la plus ancienne crémation connue au monde.

### Morphologie et disposition
D'après les traces d'arthrose sur les lombaires, d'éburnation et l'importante usure des dents, LM3 avait une cinquantaine d'années lors de sa mort, un âge assez avancé pour un humain de cette période. La longueur de ses côtes suggère une taille d'environ 170 cm, sensiblement plus élevée que la moyenne des hommes aborigènes contemporains.
Le squelette reposait sur le flanc, genoux pliés et mains jointes devant l'aine. Il avait été recouvert d'ocre rouge, ce qui constitue la plus vieille occurrence connue de cette pratique, attestée en Eurasie à une époque postérieure.

## Controverse sur l'origine de l'homme moderne
Selon la théorie scientifique dominante concernant l'apparition de l'homme moderne, appelée Origine africaine de l'homme moderne, les non-africains actuels, quelle que soit leur position sur la planète, descendent d'un petit groupe d'hommes sorti d'Afrique il y a entre 100 000 et 70 000 ans. Ce résultat est le fruit de comparaisons à grande échelle du génome d'humains contemporains, et implique que l'Australie, comme le reste de l'Eurasie, a été atteinte tardivement par Homo sapiens.
En 2001, le génome mitochondrial (ADNmt) du squelette LM3 fut publié et comparé avec d'autres séquences. Les différences avec l'ADN humain moderne de référence de Cambridge, et avec celui d'Aborigènes australiens actuels, furent plus importantes qu'attendu. Combinés avec l'estimation haute de l'âge des squelettes soutenue par Alan Thorne à la même époque, ces résultats semblaient contredire la théorie de l'origine africaine de l'homme moderne et permettaient de promouvoir la théorie opposée de l'hypothèse multirégionale.
La controverse fut intense pendant plusieurs années. De nouveaux prélèvements d'ADN furent effectués sur LM3 en 2016 par une autre équipe mais s'avérèrent contaminés par de l'ADNmt européen moderne, ce qui remettait en question la validité de l'échantillon de 2001. La séquence utilisée en 2001 fut alors réexaminée par la nouvelle équipe et s'avéra proche de l'ADN des Aborigènes actuels, ce qui n'est pas compatible avec une origine multirégionale de l'homme moderne (qui suppose des différences plus importantes dues à un éloignement dans le temps supérieur)[pas clair].
Le plus ancien ADN trouvé en Australie, dans la région des lacs Willandra, sur le squelette WLH4, ne fut estimé qu'à 3 000 ans maximum AP, et appartient à l'haplogroupe S2, propre aux Aborigènes d'Australie.

## La question de la propriété morale des fossiles
La découverte des squelettes de Mungo est contemporaine de l'essor des revendications des Aborigène en Australie et a immédiatement été utilisée pour souligner l'ancienneté de leur culture, notamment parce que l'utilisation d'ocre pour inhumer les morts y est toujours en vigueur. Or en 1974 on estimait l'arrivée des premiers Aborigènes en Australie depuis l'Asie à 20 000 ans AP seulement. La découverte de LM3 impliquait donc une occupation bien plus ancienne. Certains vestiges archéologiques retrouvés depuis remonteraient à 60 000 ans AP.
En 1992, l'année où le jugement Mabo annule le principe colonial de terra nullius et restitue aux peuples aborigènes leurs terres traditionnelles, les restes de la femme de Mungo furent rapatriés au lac Mungo, dans une pièce climatisée accessible aussi bien aux membres des communautés aborigènes locales qu'aux chercheurs.
Le rapatriement des restes de l'homme de Mungo a pris beaucoup plus de temps, l'Université nationale australienne qui avait conservé le squelette l'ayant dans un premier temps confié en 2015 au National Museum of Australia avec des excuses pour ne pas avoir demandé de permission aux Aborigènes en 1974, puis rendu aux communautés du lac Mungo en novembre 2017, sur un site tenu secret en attendant l'aménagement d'un centre correctement équipé pour lequel les financements n'ont pas encore été trouvés.